# Дикий табун (фильм)
«Дикий табун» — художественный приключенческий фильм, снятый в 2003 году на студии «Злагода» при киностудии имени Довженко (Украина).

## Сюжет
Фильм снят по мотивам романа писателя Виктора Веретенникова.
В руки молодой столичной журналистки Купавы, расследующей причины внезапной трагической гибели под копытами дикого табуна своего коллеги-фотокорреспондента Владимира, попадает компромат на высшее руководство страны. В результате этого она оказывается в эпицентре грязной игры, затеянной «первым министром». По приказу высокопоставленного чиновника на журналистку начинается настоящая охота.
Наемные убийцы идут по следу Купавы. На защиту своей возлюбленной встаёт молодой политик Дмитрий вместе с Макарычем, егерем заповедника.

## В ролях
- Владимир Гостюхин — Макарыч, егерь заповедника
- Егор Бероев — Дмитрий
- Евгения Михайлова — Купава, журналистка
- Андрей Мельников — Владимир Гривцов, фотокорреспондент
- Петр Бенюк
- Алексей Вертинский — «Лапа»
- Юлия Волчкова
- Ярослав Гуревич,
- Сергей Федоренко
- Нина Касторф,
- Игорь Мещерин — зэк «Слон»
- Вячеслав Бурлачко — Бацула, милиционер
- Константин Косинский — эпизод
- Яков Ткаченко

Фильм снимался в окрестностях г. Александрия Кировоградской области на Украине. В съемках использовали табун диких лошадей с конзавода № 175 (село Лекаревка).

## Награды и призы
Фильм собрал большое количество наград на III Международном телекинофоруме «Вместе» в Ялте (2003), в котором участвовали 200 фильмов из 26 стран:
- приз «Адамово Яблоко»,
- приз «Совершенство»,
- медаль имени Александра Довженко — режиссёр фильма Валерий Рожко,
- медаль имени Леси Украинки — автор сценария и продюсер кинокартины Виктор Веретенников за выдающийся вклад в развитие литературы, телевидения и кино.